# Vio-lence
Vio-lence ist eine US-amerikanische Thrash-Metal-Band aus San Francisco, Kalifornien.

## Bandgeschichte
1985 wurde Vio-lence von Sänger Jerry Birr, den Gitarristen Phil Demmel und Troy Fua sowie Bassisten Eddie Billy und Schlagzeuger Perry Strickland gegründet. Unter dem Namen Death Penalty spielten sie einige Konzerte in der San Francisco Bay Area und änderten schließlich den Namen in Vio-lence. Mit Deen Dell stieg ein neuer Bassist ein und man nahm ein Rehearsal-Tape auf. Erst mit dem Einstieg von Sean Killian als Sänger wurden die Bemühungen intensiver. Killian übernahm das Songwriting und man nahm ein unbetiteltes Demo auf. 1987 stieg Robb Flynn ein und Vio-lence erhielten mit ihrem zweiten Demo einen Plattenvertrag bei dem MCA-Sublabel Mechanic. Die Band wurde nun auch über die Grenzen der Bay Area bekannt. Im britischen Magazin Metal Forces wurden sie zum Newcomer des Jahres 1988 gewählt.
Im Jahr 1988 erschien ihr Debütalbum Eternal Nightmare und platzierte sich auf Platz 154 der US-Billboard-Charts. Mit den befreundeten Bay-Area-Bands Testament und Forbidden, sowie 1989 mit Voivod tourten Vio-lence danach ausgiebig. Danach trennten sich Mechanic von Vio-lence. Mit der Atlantic-Records-Tochter Megaforce wurde jedoch schnell ein neues Label gefunden. Oppressing the Masses erschien 1990, zur Promotion wurde ein Video zu „World in a World“ gedreht. Mit Defiance im Vorprogramm wurde getourt, dazu kamen einzelne Konzerte als Support für Overkill und Alien Sex Fiend. 1991 erschien eine EP namens Torture Tactics, die neben Livematerial auch neue Lieder enthält. Anfang 1992 stieg Robb Flynn aus um Machine Head zu gründen. Ray Vegas von Attitude Adjustment ersetzte ihn danach, auf dem 1993er Album Nothing to Gain ist Flynn allerdings noch zu hören. 1994 löste sich die Band auf. Demmel, Vegas, Deen und Mark Hernandez formierten die Band Torque.
Im Rahmen eines Benefiz-Konzerts, für den an Krebs erkrankten Testament-Sänger Chuck Billy formierten sich Vio-lence im 1986er Line-up, allerdings ohne Robb Flynn. Die Band nahm danach eine DVD auf und tourte mit Rob Halford, Testament und Exhumed. Im April 2003 lösten sie sich wieder auf, da Phil Demmel die Band in Richtung Machine Head verließ. Robb Flynn spielte beim Abschiedskonzert die dritte Gitarre. 2006 erschien die Live-DVD Blood & Dirt. Im Januar 2019 kündigte die Band ihre Wiedervereinigung für ein Konzert in Oakland an, bei dem die Band das komplette Album Eternal Nightmare aufführte. Im Sommer 2019 spielte die Band auf dem Alcatraz Hard Rock & Metal Festival ihr erstes Konzert in Europa. Für den ausgestiegenen Ray Vegas holten Vio-lence im Januar 2020 den ehemaligen Overkill-Gitarristen Bobby Gustafson in die Band.

## Musikstil
Die Band stammt aus der zweiten Bay-Area-Thrash-Welle der 1980er und wurde vor allem durch Exodus beeinflusst. Sie spielen eher aggressiven Thrash Metal und verzichten auf technische Spielereien. Die Band konnte dem Erfolg ihrer Vorbilder selten gerecht werden, was vor allem am limitierten Gesangsstil von Sänger Sean Killian lag.

## Diskografie
Alben:
- 1988: Eternal Nightmare
- 1990: Oppressing the Masses
- 1993: Nothing to Gain

EPs:
- 1991: Torture Tactics
- 2003: Demos … They Just Keep Killing
- 2022: Let the World Burn

Sonstige:
- 1986: Demo 1986 (Demo)
- 1986: Eternal Nightmare / Phobophobia (Single)
- 1987: Mechanic (Demo)
- 2006: Blood & Dirt (DVD)
- 2020: California über Alles (Single)